# Don Mancini
Don Mancini (25 de janeiro de 1963) é um roteirista, produtor e diretor de cinema americano.
É mais conhecido por criar o personagem Chucky, e escrever todos os filmes da série Child's Play. Trabalhou também como produtor e roteirista na aclamada série Hannibal.
Foi o produtor executivo de A Noiva de Chucky e dirigiu o filme seguinte da série, Seed of Chucky. Mancini também escreveu e dirigiu o filme da franquia Child's Play, Curse of Chucky de 2013, assim como o sétimo filme, Cult of Chucky, lançado em outubro de 2017 somente nas plataformas digitais de DVD e Blu-Ray.

## Filmografia
- Cellar Dweller (1988) (como Kit Du Bois) — como roteirista
- Child's Play (1988) — como roteirista
- Child's Play 2 (1990) — como roteirista
- Child's Play 3 (1991) — como roteirista
- Bride of Chucky (1998) — como roteirista e produtor executivo
- Seed of Chucky (2004) — como diretor e roteirista
- Curse of Chucky (2013) — como diretor e roteirista
- Hannibal (2015) — como produtor e roteirista
- Cult of Chucky (2017) — como roteirista e diretor
- Chucky (2021) — como roteirista e diretor

## Vida pessoal
Mancini frequentou a St. Christopher's School, em Richmond, Virgínia, a Universidade Columbia, em Nova Iorque, e a Universidade da Califórnia, em Los Angeles.
É um dos poucos cineastas publicamente gay do gênero terror. Em 2007 ganhou o prêmio EyeGore por contribuições de carreira para o gênero terror. Às vezes ele utiliza o pseudônimo Kit Du Bois (também escrito Kit Dubois).